# 津高和一
津高 和一（つたか わいち、1911年〈明治44年〉11月1日 - 1995年〈平成7年〉1月17日）は、日本の洋画家、詩人。簡潔な抽象表現で海外でも高い評価を得た。

## 経歴
1911年、現在の大阪府大阪市浪速区で誕生、幼少期に兵庫県西宮市（旧武庫郡）の津高家の養子になり、同地で育つ
。1927年、16歳で詩人としての活動を始め、個人雑誌「貌」を創刊する。1932年に日本軍に衛生兵として入隊、翌年にはハルビン陸軍病院に派遣されたが1936年、結核を患い療養、その間に詩誌「神戸詩人」に作品を発表した。しかし治安維持法により詩人の道を断念
、療養を終えた1938年頃から絵に興味を持ち、中之島洋画研究所で学ぶ。1943年には召集で満州派遣。
1946年に行動美術協会展で作品を発表、1950年の行動美術関西展への出品で友山荘賞、翌年の行動展への出品で今泉篤男などから注目される。さらに翌年の行動展への出品で行動美術協会会員となり、日本秀作美術展ベスト3選出。1952年にサンパウロ・ビエンナーレ展に出品。1950年代初頭までは具象だったが、その後は独特の詩情ある抽象画へと転向した。1956年の世界今日美術展日本現代美術六人の巡回展ベスト3に選出。1960年にニューヨーク・グッゲンハイム賞美術展出品。1962年から1981年まで毎年秋、自宅の庭で「対話のための作品展」を開催していた。1965年に行動美術協会を退会する。1976年に自宅開催の個展を「架空通信展」に改名、1978年には架空通信講座を始め、さまざまな芸物分野の講師を招いた。1979年に3人のアメリカ巡回展―岡田謙三・津高和一・篠田桃紅開催。翌年から1985年まで架空通信運営委員会を発足、架空通信テント美術館展を西宮市の夙川河川敷で開催、多くの現代作家による展示やシンポジウムが行われた。1969年から1985年まで大阪芸術大学美術学科教授をつとめ、翌年には名誉教授となった。
1995年1月17日に起きた兵庫県南部地震（阪神・淡路大震災）で自宅が倒壊、はりの下敷きになって妻とともに死亡した、83歳没。遺体は地震の翌日の1月18日午前7時半頃に近所の住人が津高の右足が瓦礫の間から見えているのに気付き、通報を受けた西宮市職員が発見した。西宮市大谷記念美術館で個展を開催する準備にとりかかっている最中の被災死であった。
作品はニューヨーク近代美術館、大英博物館、サンパウロ現代美術館、メキシコタマヨ現代美術館、兵庫県立美術館、西宮市大谷記念美術館、大阪芸術大学、東京国立近代美術館などに所蔵されている。
1958年の現代日本美術展優秀賞をはじめ、兵庫県文化賞、大阪芸術賞などを受賞している。

## 作品
- 黄昏の車庫裏（1946年） - 第1回行動美術協会展出品
- 母子像（1951年） - 第6回行動美術協会展出品
- 埋葬（1952年） - 第7回行動美術協会展、第4回秀作美術展出品
- イマA イマB（1958年） - 現代日本美術展出品
- 黒と白（1961年）(ニューヨーク近代美術館) 油彩

このほか、ジュンク堂書店のブックカバーのデザインは津高によるものである。